# 815
El 815 (DCCCXV) fou un any comú començat en dilluns del calendari julià.

## Esdeveniments

### Països Catalans
- Barcelona, sota les ordres de Berà, resisteix l'atac musulmà

### Món
- Introducció del te al Japó